# КрАЗ-65055
КрАЗ-6505 (англ. KrAZ-6505) — сімейство вантажівок з колісною формулою 6х4, базова модель сімейства вантажних автомобілів розроблених на базі моделей 250 і 260 і включає в себе наступні модифікації: КрАЗ-65055 «Прораб» — самоскид з колісною формулою 6х4 і вантажопідйомністю 16 тон; КрАЗ-65053 — шасі з колісною формулою 6х4; самоскид КрАЗ-65032 з колісною формулою 6х6.

## Історія моделі
Роботи над створенням КрАЗ-65055 почалися в 1988 році, самоскид являв собою модернізовану версію дослідного самоскида КрАЗ-6505, зразки якого були виготовлені ще в 1977 році.
В 1994 році почалося виробництво шасі КрАЗ-65053.
В 1997 році почалося виробництво самоскида КрАЗ-65055 (був виготовлений один серійний екземпляр), але роком початку великосерійного випуску вважається 2004 рік, коли Кременчуцький автозавод виготовив 128 самоскидів КрАЗ-65055.
За період з 1999 по 2008 рр. було випущено 4058 автомобілів даної моделі.
У 2009 році була проведена глибока модернізація стандартного «65055» отримала назву КрАЗ-65055 «Гірник-М». Дана модернізація з «американським» двигуном китайського виробництва стала здатна перевозити 20 т вантажу.
З 2015 року на автомобілі КрАЗ-65053 і КрАЗ-65055 також встановлюють двигуни Євро-4 в парі з коробкою передач 9JS200TA і зчепленням MFZ-430.

## Будова автомобіля
Автомобілі КрАЗ-65055 комплектуються турбодизельним двигуном ЯМЗ-238ДЕ2 V8 потужністю 330 к. с. при 2100 об/хв (1247 Нм при 1100-1300 об/хв), ЯМЗ-238Д V8 потужністю 300 к. с. при 2100 об/хв (1180 Нм при 1200-1400 об/хв) або ЯМЗ-238Б V8 потужністю 288 к. с. при 2100 об/хв (1140 Нм при 1200-1400 об/хв), однодисковим сухим зчепленням ЯМЗ-183 і 8-ти ступінчатою коробкою передач та розвивають швидкість 90 км/год. Всі автомобілі цього сімейства оснащуються новими ведучими мостами «Роквелл» (Rockwell), на відміну від сімейства КрАЗ-6510.
Рульовий механізм - механічний з гідропідсилювачем або інтегрального типу з вбудованим гідропідсилювачем. Передня підвіска залежна, на двох поздовжніх напівеліптичних листових ресорах з двома гідравлічними амортизаторами, задня підвіска залежна, балансирного типу, на двох поздовжніх напівеліптичних листових ресорах.

## Модифікації
- КрАЗ-65055 тип 1 — базова модифікація, самоскид вантажопідйомністю 16 т, з колісною формулою 6х4 (з 1997).
- КрАЗ-65055 тип 2 — самоскид вантажопідйомністю 16 т, з колісною формулою 6х4, з посиленою задньою підвіскою.
- КрАЗ-65055 тип 3 — самоскид вантажопідйомністю 18 т, з колісною формулою 6х4, з посиленою задньою підвіскою.
- КрАЗ-65055IK — самоскид вантажопідйомністю 18,1 т, з колісною формулою 6х4, з посиленою задньою підвіскою і новою кабіною з пластиковим капотом.
- КрАЗ-65053 — шасі або бортовик вантажопідйомністю 18 т, з колісною формулою 6х4, яке може поставлятися з колісною базою 5140 мм або 5830 мм, а також з двома варіантами кабіни — денною та спальною (з 1994).
- КрАЗ-65032 — самоскид вантажопідйомністю 15 т, з колісною формулою 6х6 (з 1994).
- КрАЗ-64431 — сідловий тягач з колісною формулою 6х4 (з 1994).

## Галерея

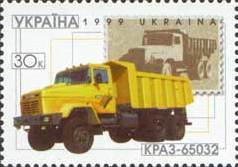
Поштова марка
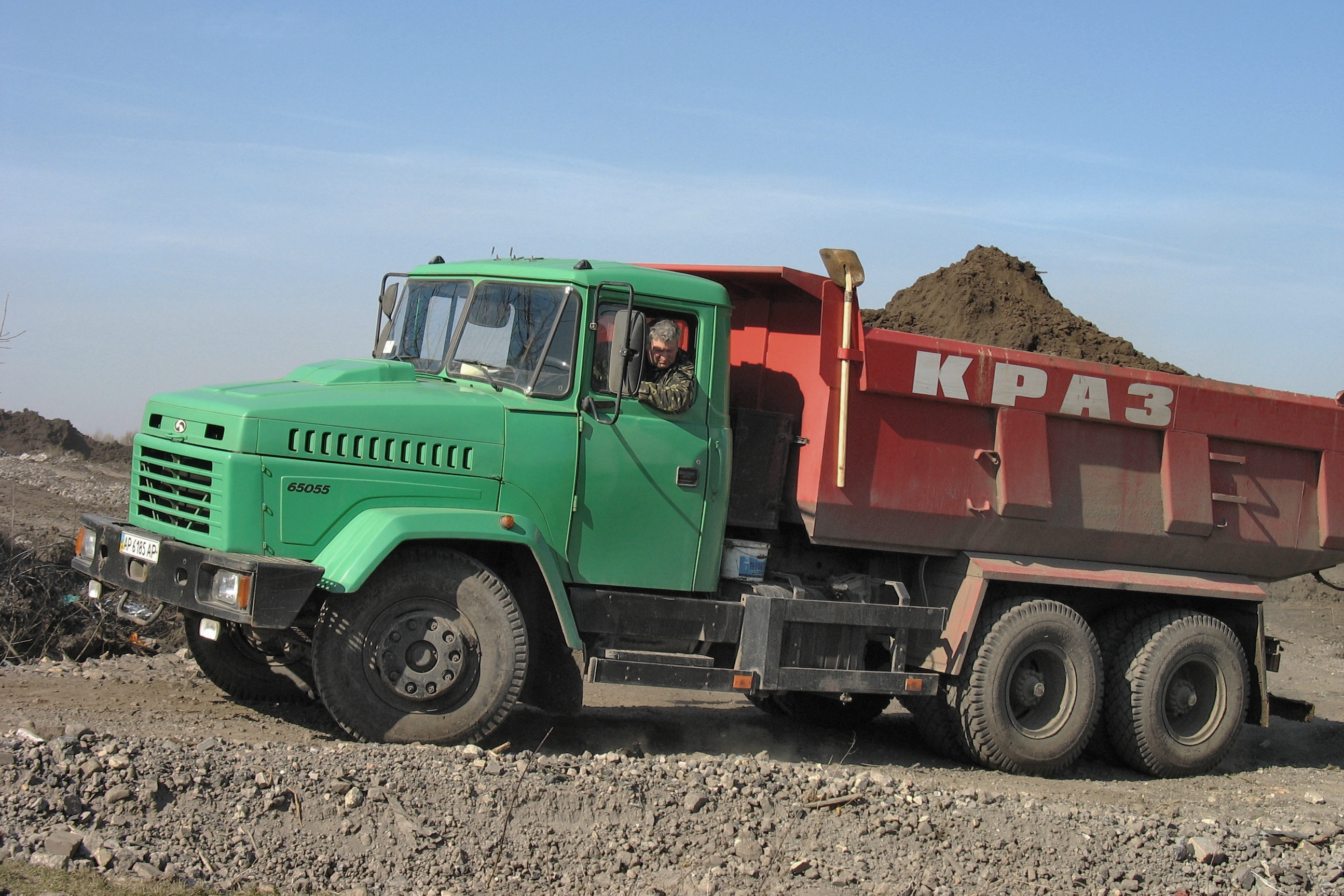
КрАЗ-65055
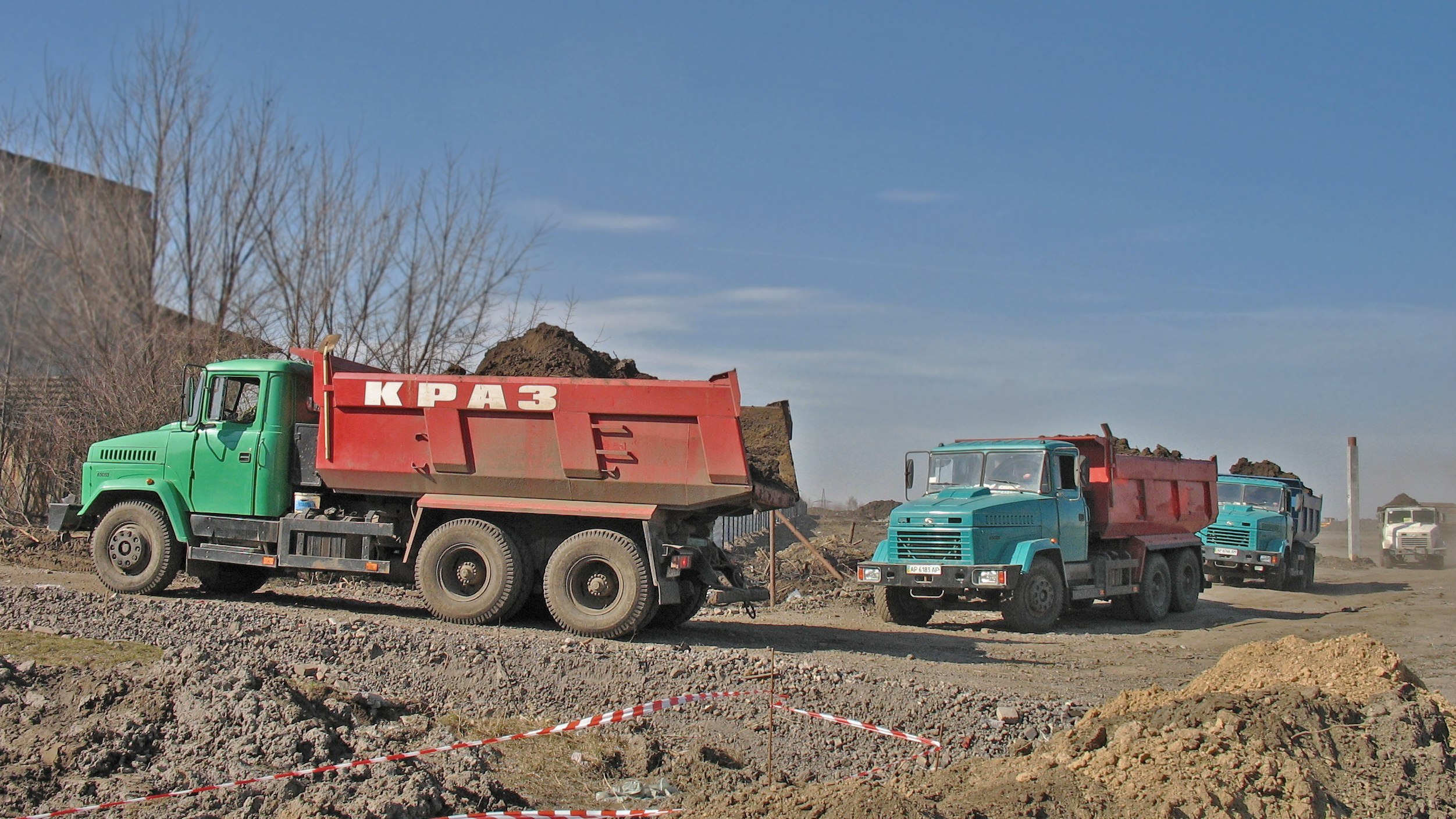
Колона КрАЗ-65055
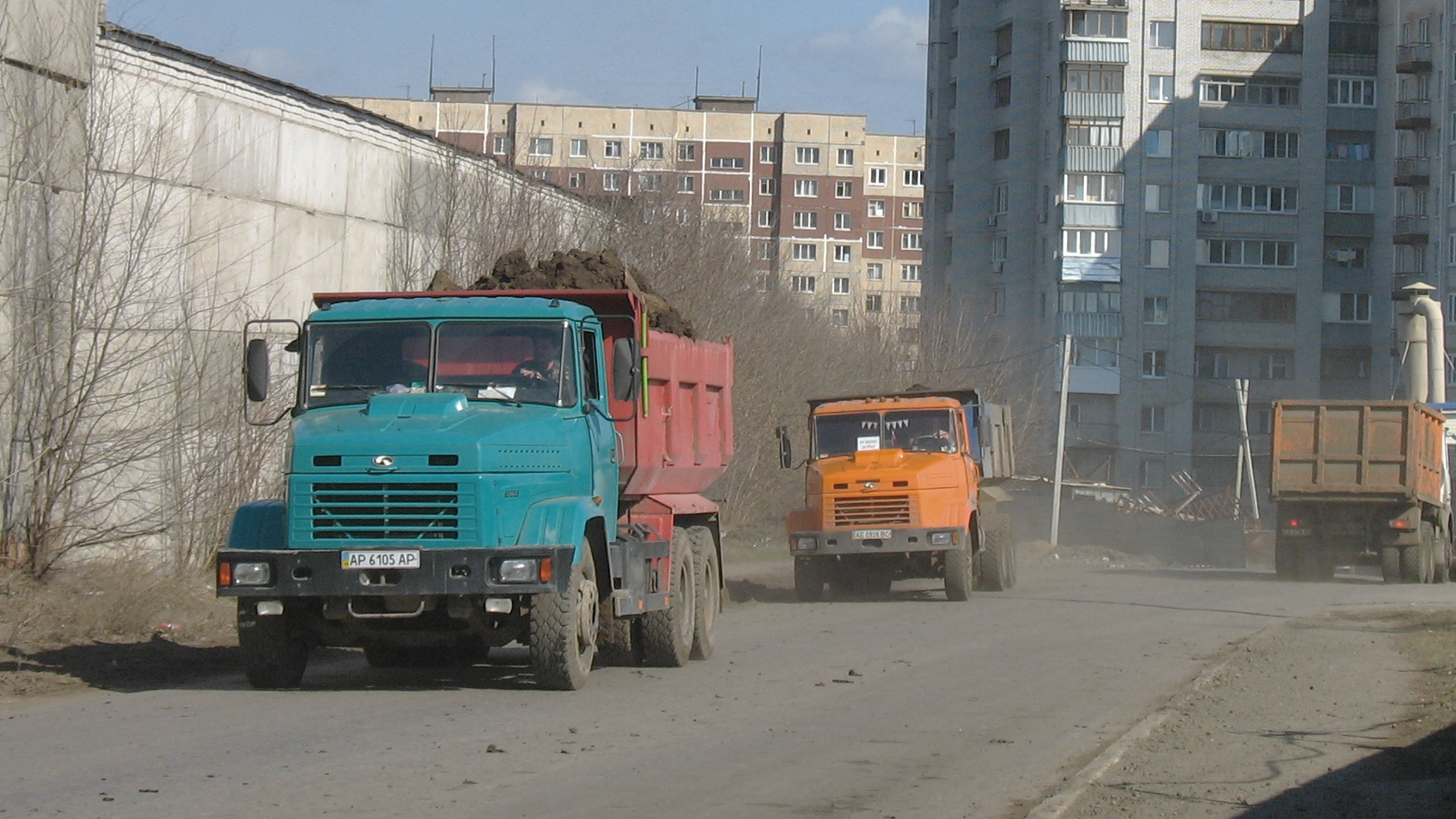
КрАЗ-65055 та його попередник КрАЗ-6510